# Голилья

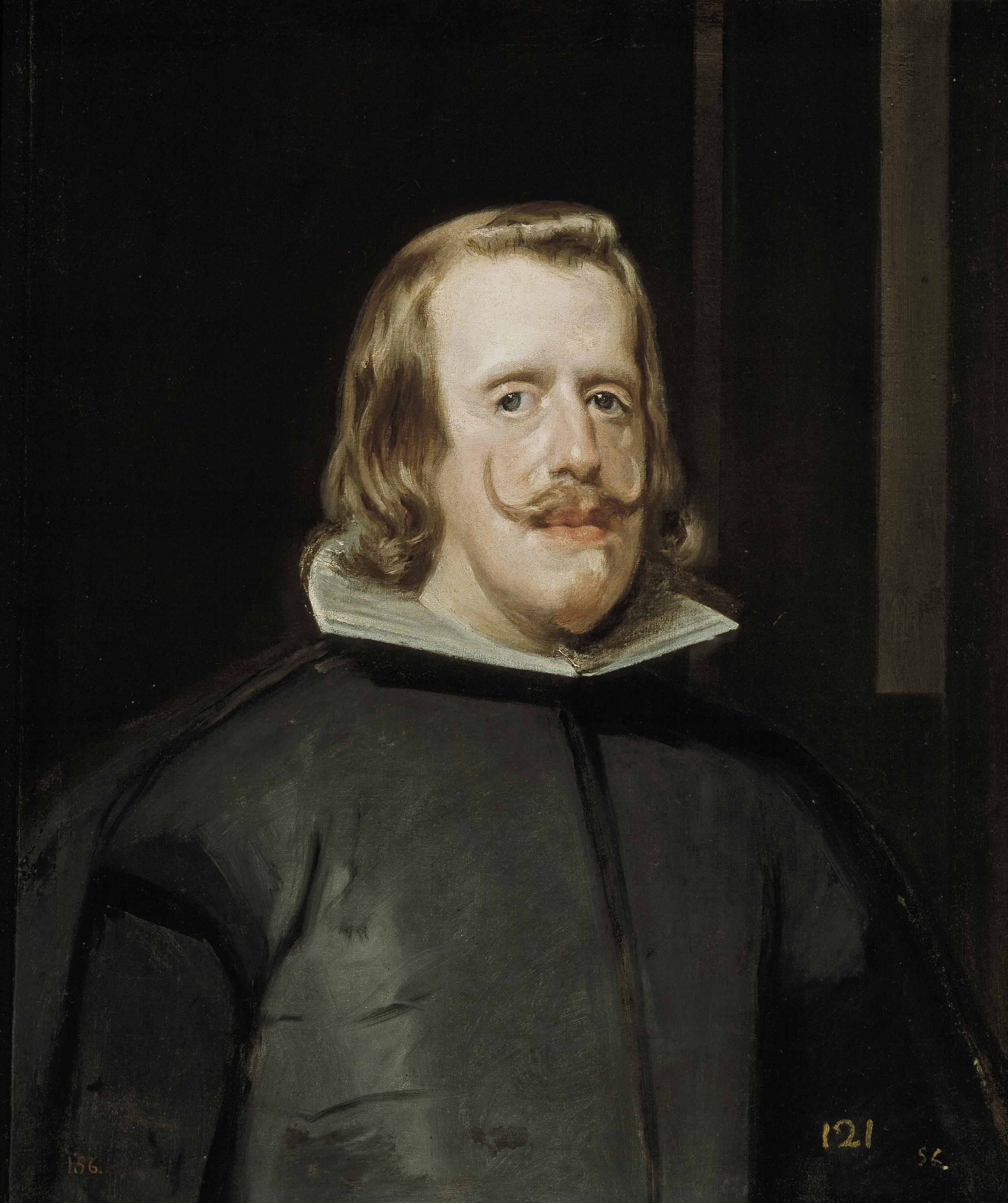
Диего Веласкес Портрет короля Филиппа IV Испанского (ок. 1653). Музей Прадо (Испания)

Голилья, голилла (исп. golilla от gola «глотка») — отложной воротник на стойке, сменивший в Испании (а затем ряде других государств) пышную плоёную горгеру. Первоначально голилья была подкладкой под горгеру в испанской моде, позднее носился как самостоятельный воротник. Его покрой повторял ту часть рыцарских доспехов, которая защищала шею воина эпохи средневековья.

## История

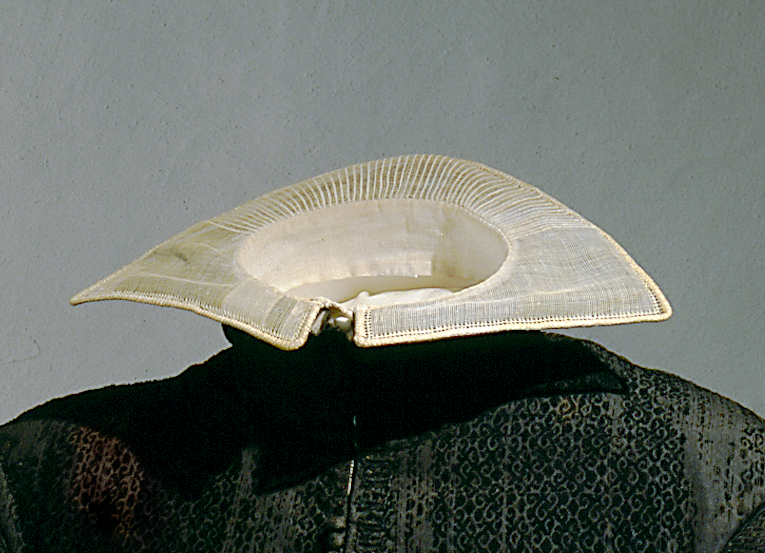
Голилья на придворном чёрном костюме Нильса Брахе. Замок Скоклостер (Швеция)

Вошёл в моду в первой половине XVII века, сменив пышные дорогостоящие горгеры. Последние в Испании запрещены Филиппом IV (с подачи графа-герцога Оливареса) королевским эдиктом 1623 года. Голилью крахмалили и носили слегка приподнимая. Этот воротник мешал наклонять или поворачивать голову, доставлял дискомфорт.
Так как голилью носят испанские судьи, в испанский язык вошло выражение «ajustar a uno la golilla» (дословно «подогнать воротник»), означающее правосудие. Выражение «Levantar la golilla» (дословно «поднять голилью») означает «разгорячиться, стать вспыльчивым», а «Bajar la golilla» (дословно «опустить голилью») — «утихомириться».
Мода на голилью ушла к 1680 году. Пришедшая на континент из Англии (во время гражданской войны) мода на неформальные галстуки проникла в Испании через Францию, и Карл II предпочёл их голилье. После войны за испанское наследство на трон взошёл Филипп V, которому Людовик XIV (его дед) советовал надеть испанское платье и голилью. Однако Филипп, выросший при роскоши Версаля, не пожелал следовать такому совету.